# Festival international du film de comédie de Liège
 (février 2025).
 (avril 2025).
 (avril 2025).
 (avril 2025).
La mise en forme du texte ne suit pas les recommandations de Wikipédia : il faut le « wikifier ».
Les points d'amélioration suivants sont les cas les plus fréquents :
- Les titres sont pré-formatés par le logiciel. Ils ne sont ni en capitales, ni en gras.
- Le texte ne doit pas être écrit en capitales (les noms de famille non plus), ni en gras, ni en italique, ni en « petit »…
- Le gras n'est utilisé que pour surligner le titre de l'article dans l'introduction, une seule fois.
- L'italique est rarement utilisé : mots en langue étrangère, titres d'œuvres, noms de bateaux, etc.
- Les citations ne sont pas en italique mais en corps de texte normal. Elles sont entourées par des guillemets français : « et ».
- Les listes à puces sont à éviter, des paragraphes rédigés étant largement préférés. Les tableaux sont à réserver à la présentation de données structurées (résultats, etc.).
- Les appels de note de bas de page (petits chiffres en exposant, introduits par l'outil «  Source ») sont à placer entre la fin de phrase et le point final[comme ça].
- Les liens internes (vers d'autres articles de Wikipédia) sont à choisir avec parcimonie. Créez des liens vers des articles approfondissant le sujet. Les termes génériques sans rapport avec le sujet sont à éviter, ainsi que les répétitions de liens vers un même terme.
- Les liens externes sont à placer uniquement dans une section « Liens externes », à la fin de l'article. Ces liens sont à choisir avec parcimonie suivant les règles définies. Si un lien sert de source à l'article, son insertion dans le texte est à faire par les notes de bas de page.
- La présentation des références doit suivre les conventions bibliographiques. Il est recommandé d'utiliser les modèles {{Ouvrage}}, {{Chapitre}}, {{Article}}, {{Lien web}} et/ou {{Bibliographie}}. Le mode d'édition visuel peut mettre en forme automatiquement les références.
- Insérer une infobox (cadre d'informations à droite) n'est pas obligatoire pour parachever la mise en page.

Pour une aide détaillée, merci de consulter Aide:Wikification.
Si vous pensez que ces points ont été résolus, vous pouvez retirer ce bandeau et améliorer la mise en forme d'un autre article.
Le Festival international du film de comédie de Liège (FIFCL) a été créé en 2016. Il a lieu au cœur de la Cité Ardente dans différents lieux bien connus tels que le Forum de Liège, l'Opéra Royal de Wallonie ou encore la Cité Miroir. Le festival est organisé chaque année et propose une compétition officielle de longs et courts métrages nationaux et internationaux.
Un panel d'activités est également proposé aux visiteurs : des conférences avec les invités, des débats, des leçons de cinéma, des masterclass, des séances de dédicaces, des castings de figurants, des hommages...
Le FIFCL est l'unique festival en Belgique à récompenser la comédie au sens large, l'objectif est de la récompenser mais aussi de la faire découvrir ou redécouvrir dans une dimension internationale. Depuis la première édition, ce sont une trentaine de pays qui ont été représentés durant le festival.

## Histoire

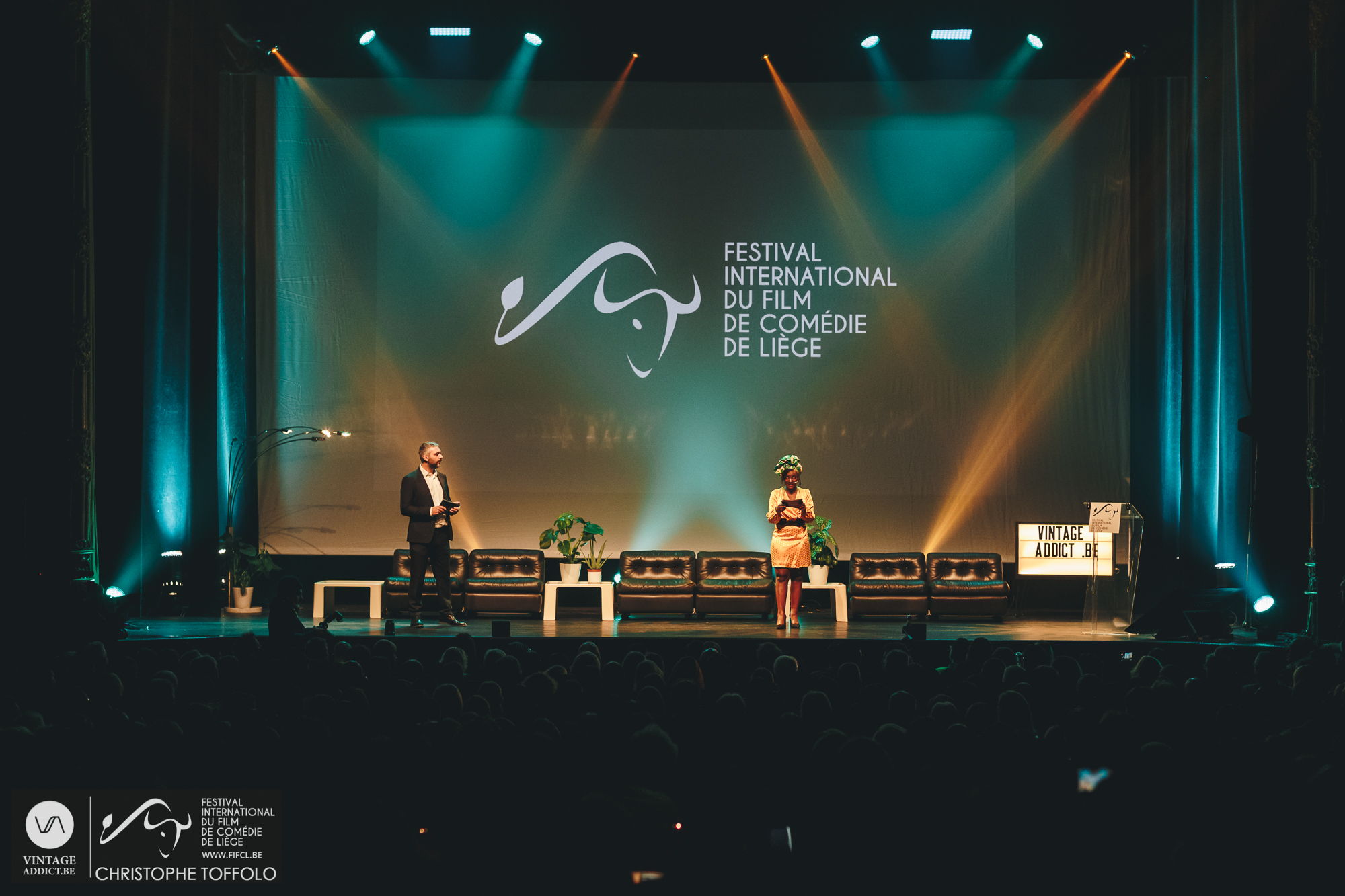
Cérémonie d'ouverture au Forum de Liège - édition 2019

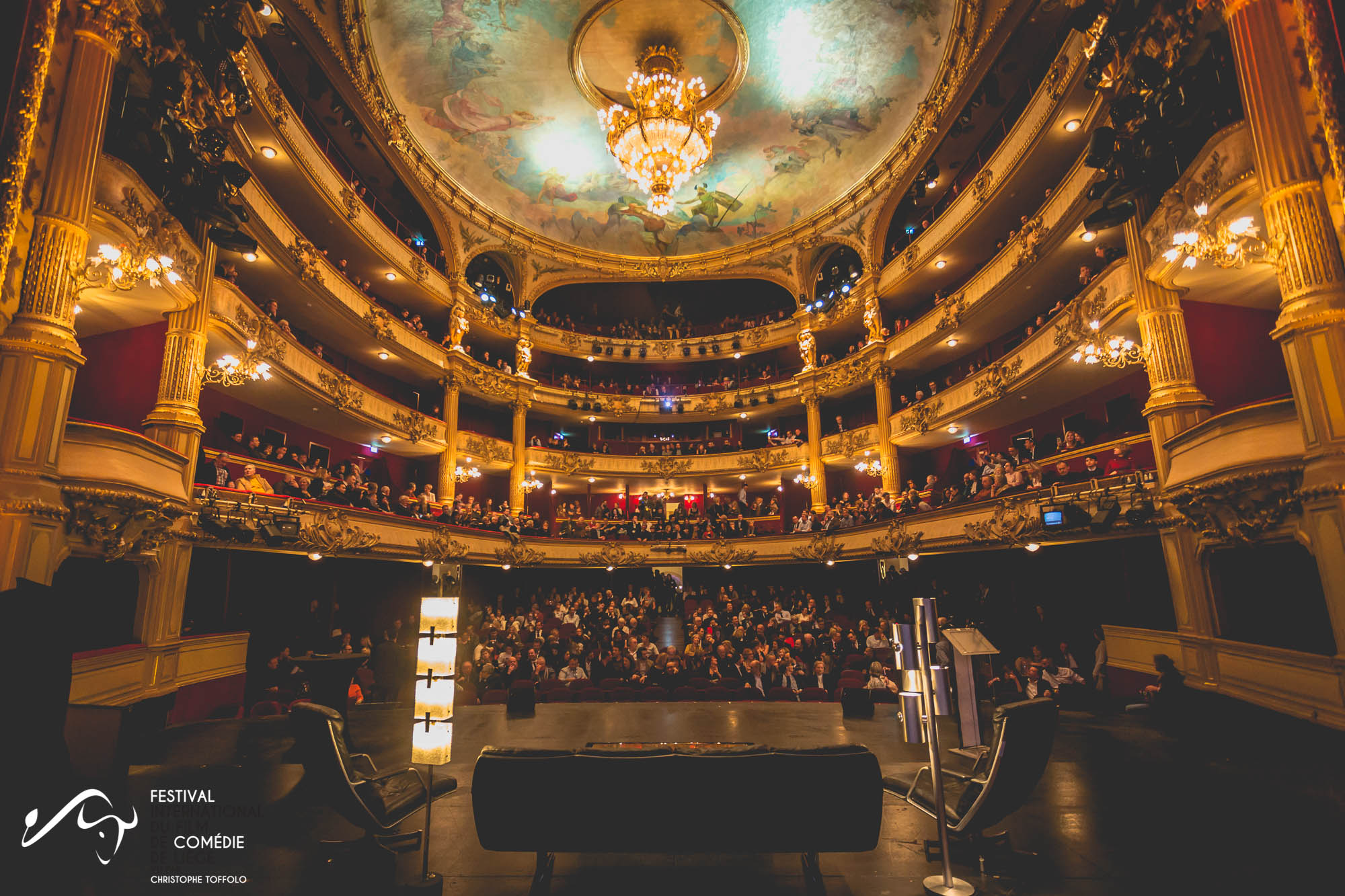
Opéra Royal de Wallonie

Le Festival International du Film de Comédie de Liège a été créé en 2016.

## Prix
- Grand Prix du Festival : prix du jury longs-métrages.
- Prix de la Critique : prix du jury de la critique (depuis l'édition 2018).
- Prix Spécial du Jury : prix spécial remis à un long-métrage.
- Prix du Court-métrage.
- Prix UPCB (union de la presse cinématographique belge) (depuis l'édition 2019).
- Prix de la Province de Liège (depuis l'édition 2019)

Taureau D'Or
- Edition 2017 : Gérard Darmon

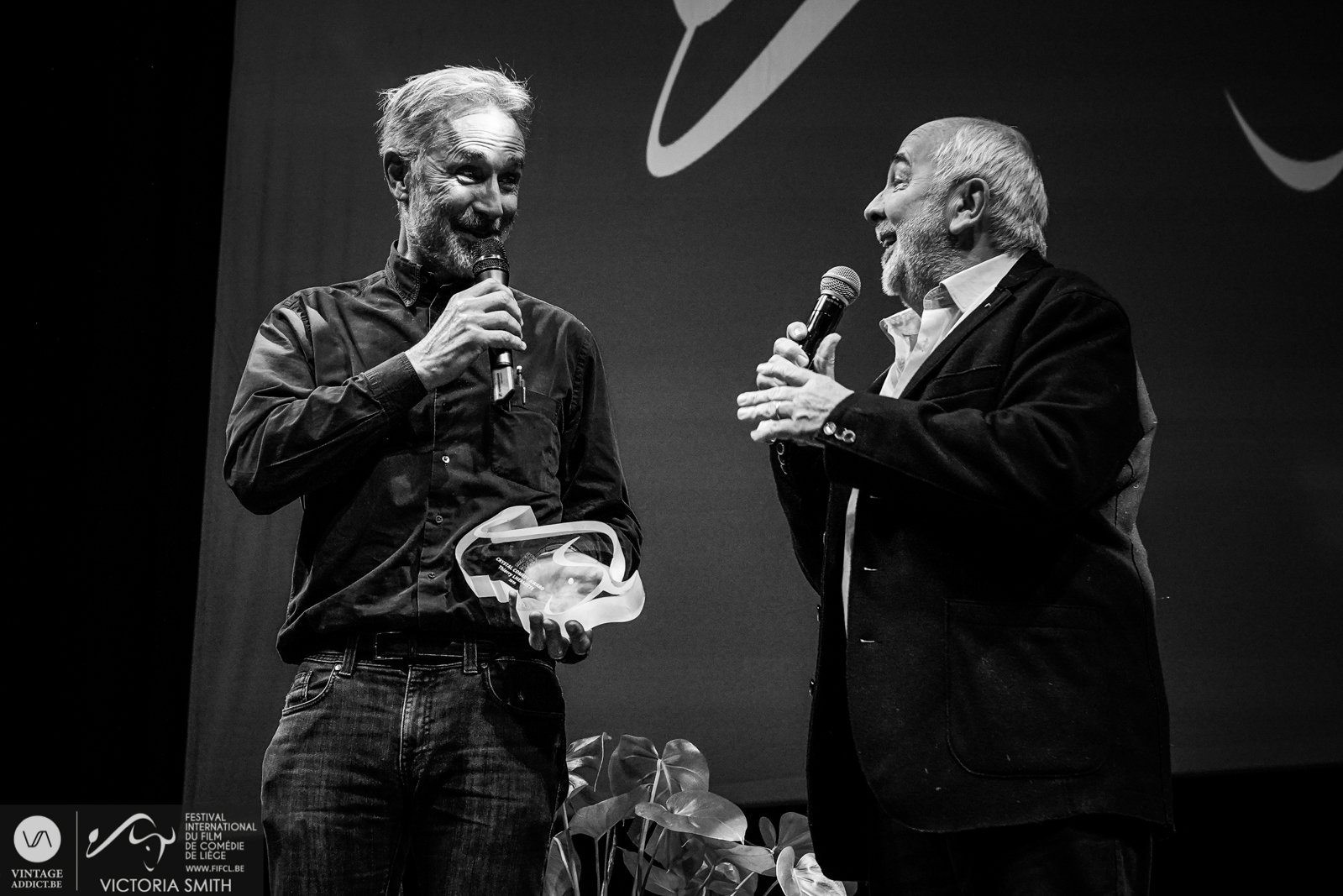
Remise du Crystal Comedy Award à Thierry Lhermitte par Gérard Jugnot

- Edition 2018 : Josiane Balasko, Alex Lutz et Jean-Marie Poiré
- Edition 2019 : Elie Semoun, Thierry Lhermitte et  Clovis Cornillac
- Edition 2021 : Kev Adams et Guillaume De Tonquédec
- Edition 2022 : Gérard Jugnot, Christian Clavier, Patrick Bruel, André Dussollier et Karin Viard

## Les dalles en pierre bleue
Les dix noms gravés sont :
- Stéphane Guillon,
- Josiane Balasko,
- Thierry Lhermitte,
- Gérard Jugnot,
- Mylène Demongeot,
- Elie Semoun,
- Eric Judor,
- Clovis Cornillac,
- Gérard Darmon,
- Daniel Prévost

- Kev Adams ,
- Vincent Desagnat,
- Guillaume de Tonquédec,
- François Berléand,
- Bruno Solo ,
- Pascal Légitimus ,
- Mimie Mathy

En 2022, plusieurs personnalités du cinéma ont pu découvrir leurs noms gravés dans la pierre sur le Walk Of Fame version FIFCL.
- André Dussollier,
- Patrick Bruel,
- Christian Clavier,
- Karin Viard,
- Benoit Poelvoorde,
- Pierre Richard,
- Bernard Farcy

## Palmarès

### Palmarès 2016
Éric Judor (Président), Daniel Prévost, Stéphane Bissot, Dominique Pinon, Guy Lecluyse et Olivier Bronckart
Le jury courts métrages
Renaud Rutten, Gérard Chaillou, Isabelle de Hertogh, Mourade Zeguendi
Les prix
- Grand prix du festival : Going to Brazil de Patrick Mille
- Prix spécial du jury : Banana d’Andréa Jublin
- Prix du meilleur court-métrage : La méthode Greenberry de Baptiste Bertheuil

### Palmarès 2017
Gérard Darmon (Président), Catherine Jacob, Frédéric Diefenthal, Tania Garbarski, Patrick Mille et Pauline Lefèvre
Le jury courts métrages
Edouard Montoute, Anouchka Delon, Nicolas George, Jean-Baptiste Shelmerdine, Catherine Benguigui
Les prix
- Grand prix du festival : Tout mais pas ça d’Edoardo Falcone
- Prix spécial du Jury : Je vais mieux de Jean-Pierre Améris
- Prix d’interprétation :  Valérie Bonneton
- Prix du meilleur court-métrage : Timing de Marie Gillain
- Prix du meilleur scénario : Deux dollars de Emmanuel Tenenbaum
- Coup de cœur du festival : Kapitalistis de Pablo Muno Gomez

### Palmarès 2018
Le jury longs métrages
Stéphane Guillon (Président), Élise Larnicol, Laurent Brochand, Philippe Duquesne, Vincent Lannoo et Yvan Le Bolloc'h
Le jury courts métrages
Nicolas Benamou, Jean-Jacques Rausin, Pablo Andres, Sophie Maréchal, Hector Langevin
Le jury de la critique
Aurore Engelen, Edouard Montoute, Frédéric Vandecasserie, Mathieu matthis, Nicky Depasse
Les prix
- Grand prix du festival : Tel Aviv On Fire de Sameh Zoabi
- Prix de la critique : Tel Aviv On Fire de Sameh Zoabi
- Coup de cœur du festival : Mauvaises Herbes de Kheiron
- Prix d’interprétation : Renaud Rutten et Damien Gillard
- Prix du meilleur court-métrage : État d’alerte sa mère de Sébastien Petretti
- Prix du meilleur scénario court-métrage : On récolte ce que l’on sème de Barta Tom
- Coup de cœur du festival court-métrage : May Day de Olivier Magis et Fedrik De Beul
- Coup de cœur du festival court-métrage : On n’est pas des bêtes de Guillaume Sento

### Palmarès 2019
Le jury longs métrages
Mylène Demongeot (présidente), Bruno Solo, Alysson Paradis, Antoine Duléry, Xin Wang, Nabil Ben Yadir
Le jury courts métrages
Solange Cicurel, Kody, Emmanuelle Galabru, Marc Riso
Le jury de la critique
Raphael Mezrahi, Vanessa Le Reste, Manuel Houssais, Catherine Habib
Le jury UPCB
David Hainaut, Elli Mastorou, Eric Russon
Le jury de la Province de Liège
Les prix
- Grand prix du festival : Docteur ?  De Tristan Séguéla
- Prix de la critique : Music Hole de David Mutznmacher et Gaetan Liekens
- Prix du meilleur réalisateur : Elia Suleiman pour It Must Be Heaven
- Prix d’interprétation : Hakim Jemili pour Docteur ?
- Prix d’interprétation : Alexane Jamieson pour Jeune Juliette
- Prix du meilleur court-métrage : Burqa city de Fabrice Bracq
- Prix du meilleur scénario : Pile Poil de Lauriane Escarffre et Yvonnick Muller
- Coup de cœur : Ma Dame au Camélia de Edouard Montoute
- Prix du jury UPCB : Pile Poil de Lauriane Escarffre et Yvonnick Muller
- Prix du jury de la Province de Liège : Jeune Juliette de Anne Emond

### Palmarès 2021
Vincent Desagnat (président), Nadia Roz, Virginie Hocq, Anne Depetrini, Vanessa Guide, Nicole Ferroni, Vincent Roget
Le jury courts métrages
Bruno Moynot (président), Bérangère Mc Neese, Alexandre Le Provost, Philippe du Janerand, Victoria Monfort, Aurélie Wijnants
Le jury UPCB
Elise Lenaerts, Stanislas Ide, Constant Carbonnelle
Le jury de la Province de Liège
Les prix
- Grand prix du festival : Tolo Tolo de Checco Zalone
- Prix d'interprétation masculine : Nicolas Bro pour son rôle dans "Riders of justice"
- Prix d'interprétation féminine : Catherine Chabot
- Prix du jury longs métrages : Riders of Justice de Anders Thomas Jenssen
- Grand prix du court métrage : Sprotch de Xavier Seron
- Prix du meilleur scénario de court métrage : Erratum de Giulio Callegari
- Prix UPCB : Zai Zai Zai Zai de François Desagnat
- Prix de la Province de Liège : Tolo Tolo de Checco Zalone

### Palmarès 2022
Bernard Farcy (président), Loubna Abidar, Assa Sylla, Caroline Dhavernas, Solange Cicurel, Robinne Lee
Le jury courts métrages
Laurent Gerra (président), Michel Crémadès, Aurélie Chesné, Sophie Breyer, Mathilde Brunet
Le jury UPCB
Le jury de la Province de Liège
Les prix
- Grand prix du festival : La mia ombra è tua d'Eugenio Cappuccio
- Prix d'interprétation masculine : le duo Giuseppe Maggio et Marco Giallini pour leurs rôles dans La mia ombra è tua d'Eugenio Cappuccio
- Prix d'interprétation féminine : Jasmine Douieb pour son rôle dans L'employée du mois de Véronique Jadin
- Prix spécial du jury : Reste un peu de Gad Elmaleh
- Grand prix du court métrage : Volver a la tierra de Raphael Kirgo
- Prix du meilleur scénario de court métrage : Je joue Rodrigue de Johann Dionnet
- Prix UPCB : La mia ombra è tua d'Eugenio Cappuccio
- Prix de la Province de Liège : L'employée du mois de Véronique Jadin

### Les rencontres professionnelles 2021
Pour la première fois, le GRE-Liège et le FIFCL s’associent afin de permettre la rencontre des professionnels de l’audiovisuel sur le thème : « Il est grand temps de prendre la Comédie au sérieux ! ». 

### L'atelier d'écriture Cinecomedies Lab 2022
Créé en 2018 et parrainé par Pierre Richard, le Festival CineComedies de Lille est un événement consacré au cinéma comique sous toutes ses formes. Ce festival populaire et cinéphile a pour mission de faire (re)découvrir les grands classiques de la comédie, mais aussi les films rares des grands auteurs. CineComedies œuvre également à la promotion et à l’émergence de nouveaux talents à travers sa résidence d’écriture (CineComedies Lab) et son Label Coup de Cœur CineComedies, décerné tout au long de l’année aux comédies ayant fait preuve d’exigence artistique.
Après un partenariat en 2021, autour des premières Rencontres Professionnelles, le FIFCL et le CineComedies Lab lancent une collaboration pérenne en 2022.[réf. nécessaire]